# Raoul Jomphe
Pour les articles homonymes, voir Jomphe.
Raoul Jomphe est un photographe et réalisateur septilien.

## Biographie
Ses parents sont natifs de Havre-Saint-Pierre (Côte-Nord) et descendants des Îles-de-la-Madeleine, résidant à Matane et fréquentant les Îles-de-la-Madeleine depuis les années 1970, attiré notamment par ses conditions idéales pour les sports à voile. 
Sa carrière dans l’univers de la télévision a débuté en 1978 à Radio-Canada Matane, où il a été caméraman pendant 5 ans. À titre de réalisateur caméraman, il a notamment participé aux séries Montagne, diffusée sur France 3, On aura tout vu et ainsi qu’à plusieurs documentaires sur les Inuits. 
En 2003, L’escalade de l’éphémère, un documentaire sur l’escalade de glace extrême, a été mis en nomination et présenté au festival international de films de montagne de Banff. 
En 2007, il se fait remarquer avec la sortie de son documentaire Phoques, le film, qui défend une tradition de chasse aux phoques partagée par le Québec maritime et les gens de Terre-Neuve et décriée par des groupes animalistes. Le film a reçu un accueil exceptionnel aux Îles-de-la-Madeleine et à Matane. Il estdiffusé le 29 mars 2007 à la télévision de Radio-Canada, sur le réseau de l'information. Raoul Jomphe et son film ont eu une bonne tribune en l'émission de Tout Le Monde En Parle, aussi sur les ondes de Radio-Canada.
En 2008, il a réalisé un autre documentaire, intitulé Les oubliés de la forêt. Commandé par la CSN et la SNS-CSN, le documentaire de 27 minutes 30 traite des difficiles conditions de travail des ouvriers sylvicoles au Québec. 

## Phoques, le film
Ce documentaire de 53 minutes, révèle, en donnant la parole aux Madelinots et autres acteurs impliqués dans la chasse aux phoques, spécialement aux Îles-de-la-Madeleine, des aspects de la question jusqu'alors quasi absents de la sphère médiatique. 
Raoul Jomphe ne mange pas de viande depuis 20 ans et a, de plus, milité au sein de plusieurs groupes écologistes. Mais il digérait mal le discours des opposants à la chasse aux phoques. Son film fait le tour du sujet avec le point de vue des animalistes, des chasseurs, de la Garde côtière canadienne et une comparaison avec les techniques dans les abattoirs qui dépècent d'autres animaux. Phoques, le film a suscité une vive opposition avant même d'être diffusé à l'extérieur des Îles-de-la-Madeleine; l'extrait de son film, dont on eût voulu interdire la diffusion, est celui où Rebecca Aldworth, director of Canadian Wildlife Issues à la Humane Society of the United States (HSUS), défend la cause écologiste avec en arrière-plan son équipe de tournage, qui, de remarquer le commentaire en voix off, remet en place un jeune phoque blessé par les chasseurs qui avait glissé dans l'eau, pour le filmer encore pendant 45 minutes, jusqu'à ce qu'un chasseur vienne l'achever en mettant fin à ses souffrances. 

« […] aux Îles-de-la-Madeleine depuis 30 ans, je n'ai côtoyé que des gens accueillants. Je ne pouvais pas croire que ces personnes devenaient des barbares en hiver sur les banquises ! […] J'ai effectué des reportages sur les Inuits et sur la chasse aux caribous par les Innus. Je me suis posé plusieurs questions sur ces pratiques. Mon grand-père a chassé le phoque pour sa survie. Les militants qui s'opposent aujourd'hui à cette activité, placent l'animal au-dessus de l'humain. Il faut distinguer les animalistes et les écologistes qui ne contestent pas la chasse puisqu'elle ne génère pas de problèmes environnementaux. »

— Raoul Jomphe cité par le journal régional le Nord-Est, de Quebecor

### Réactions
- Voir la section débat sur la chasse de l'article sur la chasse aux phoques.

- Réplique de Rebecca Aldworth, sur le blogue de Nord-Est Plus (voir liens externes), qui remet le blame de cruauté sur les chasseurs. (Voir la discussion de cet article.)